# The ВЙО
The ВЙО (англ. The Vyo) – украинская музыкальная группа, играющая в стиле поп - регги.

## История
Точкой отсчёта стиля регги на Украине можно считать образование группы The ВЙО в городе Кобеляки, Полтавской области в 1991 году. Основу коллектива составили: гитарист Сергей Пидкаура и певец Мирослав Кувалдин. Гитарист Сергей Пидкаура играл на гитаре и был самым большим музыкальным авторитетом в родных Кобеляках. Именно ему в мае 1990-го и принес свои песни колоритный мулат Мирослав «Джон» Кувалдин.
В течение 10-летнего существования группы, музыканты периодически расходились, сходились, к ним присоединялись другие участники. В конце концов, в группе остались только Мирослав Кувалдин и Сергей Пидкаура. В 1995 году группа «The Вйо» стала лауреатом фестиваля «Червона рута» с задиристой песней «Ганджа». Группа заняла третье место в жанре танцевальной музыки.
После этого группа временно приостановила свою деятельность. – Кувалдин создал собственный проект «UnkleBanz», а Пидкаура играл в полтавской группе «Авантюра». Через год, с помощью ди-джея Пуберта: Сергия Кузьминского из группы Братья Гадюкины, Кувалдин перебрался в Киев и как диджей Мануна определённое время работал в столичных дискотеках. Впоследствии, к нему присоединился Пидкаура, и в феврале 1997-го дуэт подписал контракт с художественным агентством «Территория А», одновременно Пидкаура аранжировал песни Юрка Юрченко.
Пик популярности их музыки пришёлся именно на времена сотрудничества с художественным агентством «Территория А» и ротации клипов в одноименном хит-параде. Созерцая колоритную внешность Мирослава, зрители не могли поверить, что парень, родившийся на восточной Украине, так хорошо говорит по-украински с рождения. Именно в то время песня «Зари», «Каждый из нас что-то может…», стала манифестом украинских растафари. В 1998 году выходит первый альбом группы — «Изделия из пластмассы».

## Прекращение деятельности
В 2000 году группа объявила о прекращении своего существования. Сергей Пидкаура, как автор, сотрудничал с ведущими украинскими музыкантами: Александром Пономарёвым и Натальей Могилевской. Мирослав Кувалдин начал карьеру телеведущего на канале М1, в 2004 году был участником Оранжевой революции . В 2005 году он записал сольный альбом «Зеркало мира». Для песен «Все-Одно», «Зеркало мира» и «Птичка» сняты клипы.
Музыканты группы The ВЙО решили возобновить свою концертную деятельность 21 августа 2008 года, о чем они объявили на фестивале любительского искусства «Вйо, Кобеляки».
Также, было решено издать альбом Ganja. В альбом вошло 18 треков, записанных за период с 1995 по 1998 год. Часть этих песен меломаны могли уже слышать на кассетном альбоме «Изделия из пластмассы». Учитывая многочисленные просьбы поклонников, а также то, что командой было найдено и отреставрировано около 10 старинных треков, считавшихся пропавшими, музыка группы «The ВЙО» была впервые издана на лазерном диске, тем более кассетные магнитофоны уже стали раритетом и большой редкостью.

## Новый состав
Новый альбом под названием Ganja был издан в 2008 году. Настоящим украшением альбома и логической точкой в творчестве «The ВЙО» тех времен стала песня «Каляки-Малыши», написанная на стихотворение «Полтавщине» заслуженного врача СССР и Украины, академика Николая Касьяна, известнейшего земляка группы.
В 2012 году группа выпустила альбом под названием «Е».
Во время Евромайдана The ВЙО поддерживал протестующих своими выступлениями.
В мае 2014 года группа выпустила альбом под названием «Мапа».
6 июля 2016 года группа выступила с концертом во время празднования Купала в Национальном музее народной архитектуры и быта Украины в Пирогово в Киеве.
10 февраля 2018 года группа принимала участие в полуфинале Национального отбора на «Евровидение 2018» с песней «Нганга», но музыканты не попали в финал.

## Состав группы
- Мирослав Кувалдин[укр.] — вокал
- Сергей Пидкаура[укр.] — гитара
- Илья Климов — клавишные, секвенция
- Сергей Чегодаев[укр.] — бас-гитара
- Василий Соломенный — барабаны
- Александр Уницкий — саксофон
- Денис Гриценко — труба

## Альбомы
- Изделия из пластмассы (1998)
- Ganja (2008)
- Есть? (2012)
- Карта (2014)
- Зеленый (2017)

## Клипы
- Моя Космишна
- Звезды
- Мануно
- Ganja
- Бошетунмай
- На море
- Каляки-малыши (Кобеляки)
- Белые Лилии
- Кировоград
- Карпаты
- The Best
- Нам Поделано
- Падаю в небо